# ヴァイスメテオール
ヴァイスメテオール（欧字名:Weiss Meteor、2018年2月28日 - 2022年6月1日）は、日本の競走馬。2021年のラジオNIKKEI賞の勝ち馬である。
半弟には、2022年の天皇賞・秋などG1を6勝しているイクイノックスがいる。
馬名の意味は、ドイツ語で「白い流星」で、母名と本馬の額の流星からの連想による。

## 戦績
- 特記事項なき場合、本節の出典はJBISサーチ[5]

### 2歳（2020年）
10月18日、東京競馬場での2歳新馬戦でデビューし、1着。

### 3歳（2021年）
3歳初戦の京成杯4着を挟み、3月13日の3歳1勝クラスで2勝目を挙げた。5月8日のプリンシパルステークス4着のあと、7月4日に行われたGIIIラジオNIKKEI賞に出走。4番人気で迎えたレースでは、3、4コーナーで押し上げて直線で突き抜け先行集団を差し切り、2着の11番人気ワールドリバイバルに2馬身半差をつけ優勝。重賞初制覇を果たした。
直後の7月29日付で管理する木村哲也の不祥事による調教停止処分に伴い、岩戸孝樹厩舎に転厩する。秋は10月24日の菊花賞に出走も16着。11月1日付で木村の調教停止処分終了に伴い、木村厩舎に再転厩した。

### 4歳（2022年）
4歳初戦として小倉大賞典から始動し単勝2番人気に支持されたものの、アリーヴォの4着に敗れた。
5月8日、リステッド競走のメトロポリタンステークスに出走。ダミアン・レーンを鞍上に迎え、2番人気に推された。道中は楽な手ごたえで3番手を追走。直線に入ると脚を伸ばして半ば過ぎで先頭に立ち、最後はフライライクバード、ボスジラとの叩き合いとなりハナ差で優勝。オープン2勝目を挙げた。
6月1日、エプソムカップに向けて美浦トレーニングセンターの南ウッドコースで1週前追い切りを行った際に跛行。馬運車で診療所に運ばれ、右前球節部分の開放骨折で予後不良と診断された。同日、競走馬登録を抹消された。

## 競走成績
以下の内容は、JBISサーチおよびnetkeiba.comに基づく。
| 競走日     | 競馬場 | 競走名          | 格   | 距離（馬場）  | 頭 数 | 枠 番 | 馬 番 | オッズ （人気） | 着順 | タイム （上がり3F） | 着差 | 騎手        | 斤量 [kg] | 1着馬（2着馬）         | 馬体重 [kg] |
| ---------- | ------ | --------------- | ---- | ------------- | ----- | ----- | ----- | --------------- | ---- | ------------------- | ---- | ----------- | --------- | ---------------------- | ----------- |
| 2020.10.18 | 東京   | 2歳新馬         |      | 芝1800m（稍） | 14    | 3     | 3     | 006.40（2人）   | 01着 | R1:52.4（33.9）     | -0.1 | 0丸山元気   | 55        | （シテフローラル）     | 498         |
| 2021.01.17 | 中山   | 京成杯          | GIII | 芝2000m（良） | 12    | 5     | 5     | 006.90（4人）   | 04着 | R2:03.7（35.5）     | -0.6 | 0丸山元気   | 56        | グラティアス           | 502         |
| 0000.03.13 | 中山   | 3歳1勝クラス    |      | 芝2000m（不） | 11    | 2     | 2     | 002.60（1人）   | 01着 | R2:08.2（37.3）     | -0.5 | 0C.ルメール | 56        | （サクセスエース）     | 494         |
| 0000.05.08 | 東京   | プリンシパルS   | L    | 芝2000m（良） | 14    | 5     | 8     | 002.40（1人）   | 04着 | R1:59.8（33.4）     | -0.5 | 0C.ルメール | 56        | バジオウ               | 496         |
| 0000.07.04 | 福島   | ラジオNIKKEI賞  | GIII | 芝1800m（稍） | 16    | 1     | 2     | 007.80（4人）   | 01着 | R1:48.0（34.8）     | -0.4 | 0丸山元気   | 54        | （ワールドリバイバル） | 502         |
| 0000.10.24 | 阪神   | 菊花賞          | GI   | 芝3000m（良） | 18    | 7     | 15    | 021.70（9人）   | 16着 | R3:07.1（36.3）     | -2.5 | 0丸山元気   | 57        | タイトルホルダー       | 494         |
| 2022.02.20 | 小倉   | 小倉大賞典      | GIII | 芝1800m（稍） | 16    | 4     | 8     | 005.10（2人）   | 04着 | R1:49.6（36.1）     | -0.4 | 0丸山元気   | 55        | アリーヴォ             | 512         |
| 0000.05.08 | 東京   | メトロポリタンS | L    | 芝2400m（良） | 10    | 8     | 9     | 002.80（2人）   | 01着 | R2:25.9（34.4）     | -0.0 | 0D.レーン   | 57        | （フライライクバード） | 512         |

## 血統表
| ヴァイスメテオールの血統        | ヴァイスメテオールの血統                                   | ヴァイスメテオールの血統                                   | （血統表の出典）                                           | （血統表の出典）  |
| 父系                            | ミスタープロスペクター系                                   | ミスタープロスペクター系                                   | ミスタープロスペクター系                                   | [ § 2 ]           |
| 父 キングカメハメハ 2001 鹿毛   | 父の父Kingmambo 1990 鹿毛                                  | Mr.Prospector                                              | Raise a Native                                             | Raise a Native    |
| 父 キングカメハメハ 2001 鹿毛   | 父の父Kingmambo 1990 鹿毛                                  | Mr.Prospector                                              | Gold Digger                                                |                   |
| 父 キングカメハメハ 2001 鹿毛   | 父の父Kingmambo 1990 鹿毛                                  | Miesque                                                    | Nureyev                                                    | Nureyev           |
| 父 キングカメハメハ 2001 鹿毛   | 父の父Kingmambo 1990 鹿毛                                  | Miesque                                                    | Pasadoble                                                  |                   |
| 父 キングカメハメハ 2001 鹿毛   | 父の母*マンファス Manfath 1991 黒鹿毛                      | *ラストタイクーン                                          | *トライマイベスト                                          | *トライマイベスト |
| 父 キングカメハメハ 2001 鹿毛   | 父の母*マンファス Manfath 1991 黒鹿毛                      | *ラストタイクーン                                          | Mill Princess                                              |                   |
| 父 キングカメハメハ 2001 鹿毛   | 父の母*マンファス Manfath 1991 黒鹿毛                      | Pilot Bird                                                 | Blakeney                                                   | Blakeney          |
| 父 キングカメハメハ 2001 鹿毛   | 父の母*マンファス Manfath 1991 黒鹿毛                      | Pilot Bird                                                 | The Dancer                                                 |                   |
| 母 シャトーブランシュ 2010 鹿毛 | 母の父キングヘイロー 1995 鹿毛                             | *ダンシングブレーヴ                                        | Lyphard                                                    | Lyphard           |
| 母 シャトーブランシュ 2010 鹿毛 | 母の父キングヘイロー 1995 鹿毛                             | *ダンシングブレーヴ                                        | Navajo Princess                                            |                   |
| 母 シャトーブランシュ 2010 鹿毛 | 母の父キングヘイロー 1995 鹿毛                             | *グッバイヘイロー                                          | Halo                                                       | Halo              |
| 母 シャトーブランシュ 2010 鹿毛 | 母の父キングヘイロー 1995 鹿毛                             | *グッバイヘイロー                                          | Pound Foolish                                              |                   |
| 母 シャトーブランシュ 2010 鹿毛 | 母の母ブランシェリー 1998 鹿毛                             | *トニービン                                                | *カンパラ                                                  | *カンパラ         |
| 母 シャトーブランシュ 2010 鹿毛 | 母の母ブランシェリー 1998 鹿毛                             | *トニービン                                                | Severn Bridge                                              |                   |
| 母 シャトーブランシュ 2010 鹿毛 | 母の母ブランシェリー 1998 鹿毛                             | メゾンブランシュ                                           | Alleged                                                    | Alleged           |
| 母 シャトーブランシュ 2010 鹿毛 | 母の母ブランシェリー 1998 鹿毛                             | メゾンブランシュ                                           | *ブランシユレイン                                          |                   |
| 母系(F-No.)                     | ブランシユレイン(FR)系(FN:16-b)                            | ブランシユレイン(FR)系(FN:16-b)                            | ブランシユレイン(FR)系(FN:16-b)                            | [ § 3 ]           |
| 5代内の近親交配                 | Northern Dancer 5 × 5 × 5 = 9.38％、Nureyev 4 × 5 = 9.38％ | Northern Dancer 5 × 5 × 5 = 9.38％、Nureyev 4 × 5 = 9.38％ | Northern Dancer 5 × 5 × 5 = 9.38％、Nureyev 4 × 5 = 9.38％ | [ § 4 ]           |
| 出典                            | 1. 2. 3. 4.                                                | 1. 2. 3. 4.                                                | 1. 2. 3. 4.                                                | 1. 2. 3. 4.       |

- 半弟に2022年の天皇賞（秋）、有馬記念、2023年のドバイシーマクラシック、宝塚記念、天皇賞（秋）、ジャパンカップを制したイクイノックス（父：キタサンブラック）がいる[18]。
- 近親にブランディス（中山大障害、中山グランドジャンプ）[19]。